# Titularbistum Acmonia
Acmonia ist ein Titularbistum der  römisch-katholischen Kirche.
Es geht zurück auf einen untergegangenen Bischofssitz in der römischen Provinz  Phrygia Pacatiana in der heutigen Westtürkei.
| Titularbischöfe von Acmonia |                                 |                                                              |                 |                   |
| Nr.                         | Name                            | Amt                                                          | von             | bis               |
| 1                           | Jules-Alphonse Cousin MEP       | Apostolischer Vikar von Nagasaki (Japan)                     | 16. Juni 1885   | 15. Juni 1891     |
| 2                           | John Carroll                    | Koadjutorbischof von Shrewsbury (Großbritannien)             | 22. August 1893 | 11. Mai 1895      |
| 3                           | John Baptist Morris             | Koadjutorbischof von Little Rock (USA)                       | 18. April 1906  | 21. Februar 1907  |
| 4                           | Pierre-Eugène-Alexandre Marty   | Koadjutorbischof von Montauban (Frankreich)                  | 4. August 1907  | 10. Januar 1908   |
| 5                           | Franz Brusák                    | Weihbischof in Prag (Tschechoslowakei)                       | 1. Mai 1908     | 5. April 1918     |
| 6                           | Bartholomew Stanley Wilson CSSp | Apostolischer Vikar von Bagamoyo (Tansania)                  | 4. Januar 1924  | 28. Oktober 1938  |
| 7                           | Peter Rogan MHM                 | Apostolischer Vikar von Buéa (Kamerun)                       | 15. März 1939   | 18. April 1950    |
| 8                           | Victor Petrus Keuppens OFM      | Apostolischer Vikar von Lulua (Demokratische Republik Kongo) | 25. Juni 1950   | 10. November 1959 |
| 9                           | Gilbert Ramanantoanina SJ       | Weihbischof in Fianarantsoa (Madagaskar)                     | 12. Januar 1960 | 2. April 1962     |